# San Giuseppe (Nápoles)
San Giuseppe es un barrio del centro histórico de la ciudad de Nápoles, en Italia. Forma parte de la Municipalità 2 y limita con los siguientes barrios: al sur con San Ferdinando, al oeste con Avvocata y Montecalvario, al norte con San Lorenzo y al este con Porto y Pendino. Es el último barrio napolitano por superficie y el penúltimo por población.

## Monumentos y lugares de interés
El punto focal del barrio es la Piazza Dante, caracterizada por el hemiciclo del Foro Carolino, proyectado por Luigi Vanvitelli en honor a Carlos III, que a la izquierda engloba la Port'Alba. A la plaza se asoman el Palazzo Ruffo di Bagnara y las iglesias de Santa Maria di Caravaggio, San Domenico Soriano y San Michele Arcangelo. Detrás del Foro Carolino, se ubican la iglesia de San Pietro a Maiella y el homónimo conservatorio.
Bajando por la via Toledo, se encuentran la iglesia dello Spirito Santo y, en la esquina de las calles via Toledo y via Sant'Anna dei Lombardi, el Palazzo Doria d'Angri, obra de Carlo Vanvitelli. Más adelante, se levanta el Palazzo Carafa di Maddaloni, ampliado por Cosimo Fanzago. Continuando a lo largo de via Toledo se encuentran la iglesia de Santa Maria delle Grazie, Palazzo Tappia, Palazzo Lieto, Palazzo del Banco de Napoli y Palazzo Zevallos.
La parte sureña del barrio es el resultado de la reorganización urbana llevada a cabo durante el fascismo en el tejido histórico de la ciudad, en una zona que se había desarrollado entre los siglos XV y XVI. De hecho, se derribaron antiguas calles para dejar espacio a un nuevo centro financiero, con la construcción de grandes edificios como el Palazzo della Questura, el Palazzo della Provincia, la Casa del Mutilato o el Palazzo delle Poste (Palacio de Correos), diseñado por Vaccaro y Franzi, que ocupa parcialmente el área del antiguo convento de los Olivetanos. El gran claustro del convento fue convertido en una especie de plaza cerrada, separando la fachada curva del Palazzo delle Poste del Palacio dell'INA, otro ejemplo de arquitectura racionalista típica de esa época. Entre los antiguos edificios derribados, cabe mencionar la misma iglesia de San Giuseppe Maggiore, de la que derivó el nombre del barrio.
Flanqueando la Piazza Carità, se encuentran la Caserma Pastrengo (sede del comando provincial del Arma de Carabineros) y la iglesia renacentista de Sant'Anna dei Lombardi, que también forman parte de un amplio complejo monástico. Los dos edificios se asoman a la Piazza Monteoliveto, caracterizada por la homónima fuente coronada por la estatua de Carlos II. La plaza está conectada con la calle Calata Trinità Maggiore, rica en preciados edificios como el Palazzo Pignatelli di Monteleone; en la esquina, se levanta el Palazzo Orsini di Gravina (sede de la Facultad de Arquitectura de la Universidad de Nápoles Federico II). Al final de la Calata Trinità Maggiore se abre la Piazza del Gesù Nuovo, uno de los principales lugares de interés de la ciudad gracias a la presencia de la iglesia del Gesù Nuovo, la Basílica de Santa Clara, la iglesia de Gesù Redentore y San Ludovico d'Angiò, el Obelisco de la Inmaculada, el Palazzo delle Congregazioni, la Casa Profesa de Nápoles, el Palazzo Pandola y el Palazzo Pignatelli di Monteleone.
Más al oeste, se ubica la Piazza San Domenico Maggiore, donde se levantan la homónima basílica, el Obelisco de Santo Domingo y palacios monumentales como el Palazzo Petrucci, el Palazzo di Sangro di Casacalenda y el Palazzo di Sangro di Casacalenda.